# Czuczor Gergely Bencés Gimnázium
A Czuczor Gergely Bencés Gimnázium országos beiskolázású gimnázium és kollégium Győrben.

## A gimnázium története
A mai Czuczor Gergely Bencés Gimnázium elődje a Dallos Miklós győri püspök által 1626-ban a jezsuiták részére alapított gimnázium. A tanítás telekvita miatt csak 1627-ben kezdődött meg. A rendház, a gimnázium és a konviktus a század második felében Széchényi György veszprémi püspök ötvenezer forintos adományából épült fel. A templom felépítéséhez Sennyey István és Draskovich György győri püspök járultak hozzá nagyobb összeggel. Az épületek ma is megvannak. Értékes műemlékeink közé tartoznak, csak a gimnáziumot építette teljesen újjá a bencés rend 1886-89-ben.
A gimnázium az 1702-ben megnyílt konviktussal és a XVIII. század első felében kialakult akadémiával, filozófiai főiskolával teljes jezsuita iskolarendszerré fejlődött. Az akadémián a szokásoktól eltérően az egyházjogot is előadták.
A gimnáziumban a rendnek 1773-ban történt feloszlatásáig rendi tantervük, a Ratio Studiorum szerint folyt a tanítás. A török idők kulturális állapotára jellemző, hogy szokásuk ellenére előkészítő osztályt is nyitottak, elemi ismereteket is kénytelenek voltak tanítani. Felvételi is volt, de szegénysége miatt senkit el nem utasítottak.
Az átmeneti korszakban (1774-1802), mivel nagyrészt volt jezsuiták és világi papok tanítottak, a tanítás a régi szellemben folyt tovább. Változás II. József uralkodása alatt következett be azáltal, hogy feloszlatta a konviktust és csökkentette a vallásos ájtatosságokat. Bár továbbra is valláserkölcsi alapon folyt a nevelés, a felvilágosodás szelleme behatolt az iskola falai közé. Ebben az időben az uralkodó németesítő törekvése által felébresztett magyar érzésnek a már említett volt jezsuita Rájnis József-en kívül az egy ideig szintén Győrött tartózkodó volt piarista Révai Miklós nyelvész voltak az ébresztői. A gimnázium nevesebb diákjai ebben a korban: Kisfaludy Sándor költő, Kisfaludy Károly drámaíró, Pázmándi Horváth Endre költő, Czinár Mór Pál bencés levéltáros, történetíró, Villax János zirci apát.
1802-ben az I. Ferenc király által visszaállított bencés rend vette át a győri gimnáziumot. Ugyanebben az évben a Pécsről Győrbe helyezett akadémián, 1816-1850-ig a bölcseleti tanszékeket is a bencések látták el. Az ekkor megszűnt akadémia bölcseleti karát az Entwurf értelmében a nyolcosztályossá fejlesztett főgimnáziumhoz csatolták. A gimnázium mindvégig humanista jellegű marad, s a bencések tanítottak benne. 1948-ban államosították, de már az 1950-es megegyezés alapján a rend újra visszakapta. Czuczor Gergely nevét a gimnázium az 1921/22. tanévtől vette fel, mint Győri Szentbenedekrendi Czuczor Gergely Katholikus Főgimnázium.
1950-től a rendházban és a gimnázium épületében diákotthon is működött. Az állami megkötések értelmében a tanulók fele lehetett diákotthonos. 
1948 és 1990 között azon nyolc katolikus gimnázium közé tartozott, amely működhetett, ezáltal 1627-től folyamatosan működik.
A rendszerváltozás után az intézmény egy százfős diákotthonnal bővült. 1994-től pedig 6 és 4 évfolyamos képzésben folyik az oktatás.
A gimnázium épületében 1995-ben Jedlik Ányos bencés tudós és feltaláló, a gimnázium egykori tanárának emlékére emlékszoba került kialakításra a tudós eredeti bútoraival és műszereivel.Ugyancsak 1995-ben készült el a tetőtéri diákkápolna Makovecz Imre tervei alapján.
2006-tól az iskola a hat napos oktatásról áttért az ötnapos oktatási rendre.
2007-ben a rendház függő perjelségi rangot kapott és az elnevezése Szent Mór Bencés Perjelség lett. Első perjele a korábbi házfőnök-igazgató Horváth Dori Tamás OSB.
A 2008/2009-es tanévtől a 381 éves hagyományt megdöntve lányok is jelentkezhetnek a gimnáziumba.
2011-ben a gimnázium épülete akadálymentesített lett. 2018-ban a perjelség a Magyar Államtól oktatási célokra megkapta az iskolával szemközti Lloyd épületét, ahol 5 nagy osztályterem és 4 csoportterem került kialakításra. 2018. szeptember 1-jén az új épületrészben megindult a tanítás. Ez a bővítés lehetővé tette, hogy a nagy érdeklődésre való tekintettel a 7. évfolyamon párhuzamos osztály indulhatott. 2021. szeptember 1-től a korábbi orsolyita kollégium, ahol többségében bencés diáklányok laknak, a gimnázium igazgatása alá került. A 2021/2022. tanév 18 osztállyal és 720 diákkal indult, közülük 401 lány és 319 fiú.
Az intézmény jelenlegi igazgatója 2012 óta Tóth István Konstantin OSB.

## A gimnázium híres tanárai
- Czuczor Gergely – költő, nyelvtudós, bencés szerzetes.
- Holenda Barnabás – tankönyvíró, bencés szerzetes.
- Jáki Teodóz – római katolikus pap, bencés szerzetes, zenetanár, kántor, népdalgyűjtő, Jáki Szaniszló fivére.
- Jedlik Ányos – természettudós, feltaláló, bencés szerzetes.
- Korzenszky Richárd – író, költő, bencés szerzetes.
- Rómer Flóris – régész, történész, bencés szerzetes.
- Rónay Jácint – természettudós, bencés szerzetes, a darwinizmus magyarországi megismertetője, az MTA tagja.
- Vaszary Kolos – pannonhalmi főapát, bíboros-hercegprímás, esztergomi érsek, történész, az MTA igazgató tagja.
- Villányi Szaniszló (1847-1898) – bencés szerzetes, gimnáziumi tanár, történész, bakonybéli apát.

## A gimnázium híres diákjai
- Babics Antal – orvos, egészségpolitikus.
- Bangha Imre – indológus.
- Batthyány Lajos – államférfi, Magyarország első alkotmányos miniszterelnöke.
- Bognár Cecil Pál – pszichológus, bencés szerzetes.
- Borsos Miklós – szobrász, éremművész, grafikus.
- Deák Ferenc – a Batthyány-kormány minisztere, politikus.
- Farkas Gyula – matematikus, fizikus.
- Fazekas István – levéltáros, történész.
- Feiszt György – történész, levéltáros, politikus.
- Fogarassy Miklós – irodalomtörténész.
- Hernádi Gyula – Kossuth-díjas író, forgatókönyvíró, költő.
- Jáki Szaniszló – tudománytörténész, tudományfilozófus, bencés szerzetes, teológus, fizikus, Széchenyi-díjas.
- Kerényi Imre – rendező, miniszteri megbízott, Kossuth- és Jászai Mari-díjas, a Madách Színház korábbi igazgatója.
- Kisfaludy Károly – költő, drámaíró.
- Kisfaludy Sándor – költő.
- Kitaibel Pál – botanikus, kémikus.
- Kozma Imre katolikus pap, a Magyar Máltai Szeretetszolgálat alapítója
- Kruesz Krizosztom (1819–1885) bencés pap, 1865–1885 között pannonhalmi főapát, pedagógus, az MTA tagja.
- Osztovits Levente dramaturg, műfordító, az Európa Könyvkiadó igazgatója
- Öveges József – fizikatanár, piarista szerzetes.
- Varga Béla (1903 – 1995) katolikus pap, politikus, 1946. február 7-tól 1947. július 3-ig az országgyűlés elnöke.
- Szijjártó Péter (1978-) – külgazdasági és külügyminiszter.
- Tóth András (1992-) – színész.
- Járai Márk (1987-) – énekes (Halott Pénz).
- Hosszu István – katonai logisztikus, Szovjetunió-szakértő, orosz-amerikai kettős ügynök.